# Massafeira Livre
Massafeira Livre foi um movimento musical brasileiro que aconteceu entre os anos de 1978 e 1980 no Ceará. 

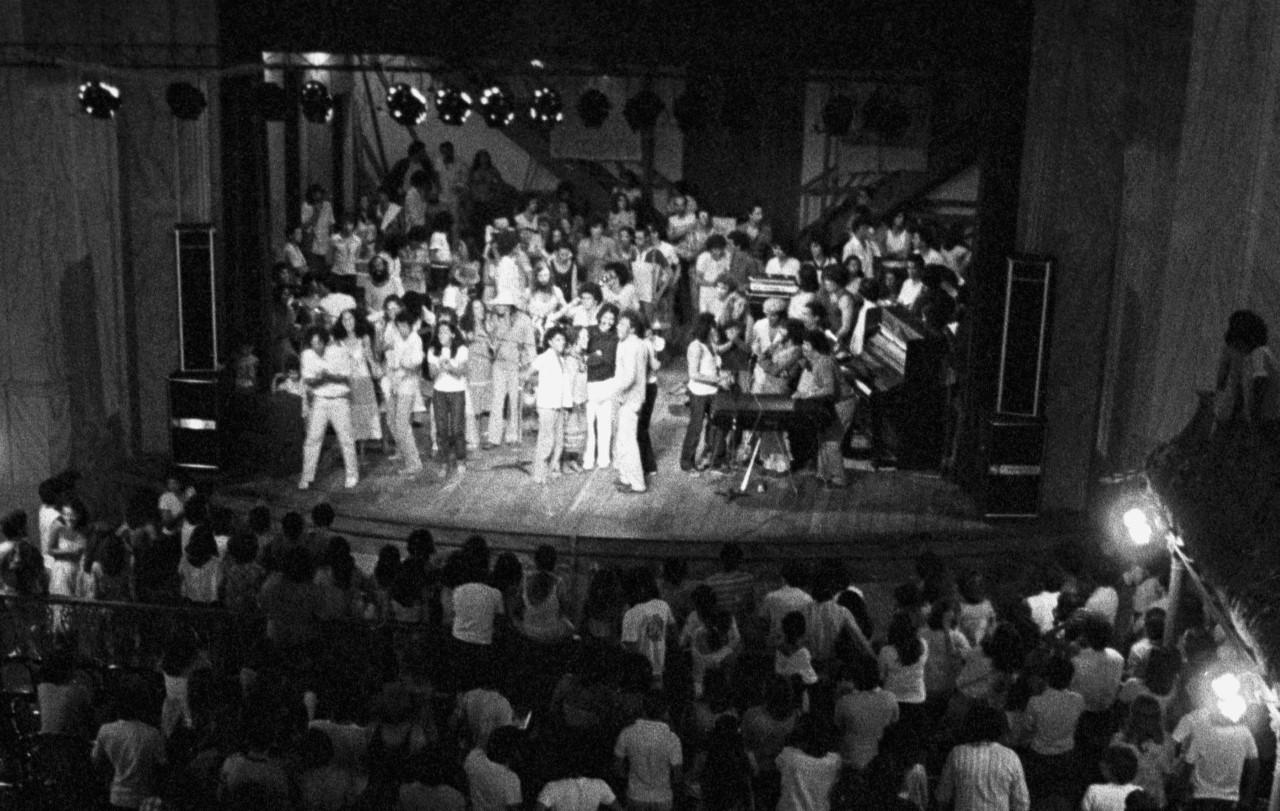
Noite de Apresentação do Massafeira Livre em 1979

O movimento se consolidou por meio de uma feira cultural realizada em 1979 no Theatro José de Alencar, em Fortaleza, abrangendo também manifestações artísticas como artes plásticas, cinema e literatura. 
Organizado pelo cantor e compositor Ednardo e co-produzido por Augusto Pontes, o momento abriu espaço para apresentações de jovens e veteranos artistas.
Entre seus participantes, estiveram artistas como Ednardo, Augusto Pontes, Rodger Rogério, Teti, Calé Alencar, Petrúcio Maia, Cirino, Stelio Vale, Belchior, Pachelly Jamacaru, Mona Gadelha, Amelinha, Patativa do Assaré, Fagner e Fausto Nilo.
Quase sessenta anos depois da Semana de Arte Moderna, um evento tão inovador, cearenses ilustres inspirados nela criaram o seu próprio próprio movimento. Massafeira Livre foi tido por muitos como uma Semana de Arte Moderna Cearense.

## O disco
O movimento resultou em um álbum duplo, gravado pela CBS em julho de 1979 e lançado em 1980.

### Faixas do disco 1
1. "Aurora" (Ednardo / Belchior) - Intérpretes: Idem
2. "Como As Primeiras Chuvas Do Caju" (Ângela Linhares / Ricardo Bezerra) - Intérprete: Ângela Linhares
3. "Pé De Espinho" (Rogério / Stone / Luis Carlos Pinóquio) - Intérpretes: Rogério Soares e Régis Soares
4. "Vira Vento" (Vicente Lopes) - Intérprete: Idem
5. "Aviso Aos Navegantes" (Lúcio Ricardo) - Intérprete: Idem
6. "O Que Foi Que Você Viu" (Stélio Valle / Chico Pio / Nertam Alencar) - Intérprete: Chico Pio
7. "Brejo"  (Régis Soares / Rodger Rogério / Ednardo) - Intérprete: Régis Soares
8. "Atalaia" (Ferreirinha / Gracco / Caio Silvio) - Intérprete: Ferreirinha
9. "Frio Da Serra" (Petrúcio Maia / Brandão) - Intérpretes: Marta Lopes, Fagner, Ednardo
10. "Isopor" (Wagner Costa) - Intérprete: Idem
11. "Buenos Aires (Citroen)" (Sergio Pinheiro / Stélio Valle) - Intérprete: Sergio Pinheiro
12. "Senhor Doutor" (Patativa do Assaré)  Intérprete: Idem

### Faixas do disco 2
1. "O Sol É Que É O Quente" (Alano de Freitas) - Intérpretes: Ednardo e Aninha
2. "Em Cada Tela Uma História" (Lúcio Ricardo) - Intérprete: Idem
3. "Cor De Sonho" (Mona Gadelha) - Intérprete: Idem
4. "Vento Rei" (Zé Maia / Calé Alencar) - Intérprete: Calé Alencar
5. "O Rei" (Tania Cabral) Intérpretes: Téti e Tania Cabral
6. "Jardim Do Olhar" (Fausto Nilo / Stélio Valle) - Intérpretes: Coro Massafeira
7. "O Sol Acordou" (Ednardo)  - Intérprete: Idem
8. "Estradeiro" (Rogério Soares)  - Intérprete: Idem
9. "Pelos Cantos" (Gracco)  - Intérprete: Idem
10. "Não Haverá Mais Um Dia" (Pachelly Jamacaru)  - Intérprete: Idem
11. "Último Raio De Sol" (Rodger Rogério / Clodo / Fausto Nilo) - Intérpretes: Ednardo e Téti
12. "Reizado" (Gracco / Stélio Valle / Augusto Pontes) - Intérprete: Ednardo

### Ficha técnica do disco
- Direção Artística de Produção e Estúdio: Ednardo
- Co-produção: Augusto Pontes
- Coordenação Musical: Rodger Rogério / Petrúcio Maia / Stélio Valle
- Assistentes de Produção Artísticas - Rogério Crato / Dudu Praciano
- Fotos: Gentil Barreira / Lise Torok / Francisco Régis
- Desenhos Gráfico: Brandão
- Arte: Vanda Alves Ferreira
- Direção de Arte: Géu